# 艾施河畔诺伊施塔特-巴特温茨海姆县
艾施河畔诺伊施塔特-巴特温茨海姆县（Landkreis Neustadt an Aisch-Bad Windsheim）是德国巴伐利亚州的一个县，隶属于中弗兰肯行政区，首府艾施河畔诺伊施塔特。

## 華語譯名
由於兩岸對於德國行政區「Landkreis」翻譯的不同，台灣譯為「艾施河畔諾伊施塔特-巴特温茨海姆郡」；中國大陸譯為「艾施河畔诺伊施塔特-巴特温茨海姆县」。

## 地理
诺伊施塔特-巴特温茨海姆县北面与基青根县和班贝格县，东面与埃朗根-赫希施塔特县，南面与菲尔特县和安斯巴赫县，西面与巴登-符腾堡州的美因-陶伯县和维尔茨堡县相邻。